# Elger (cràter)

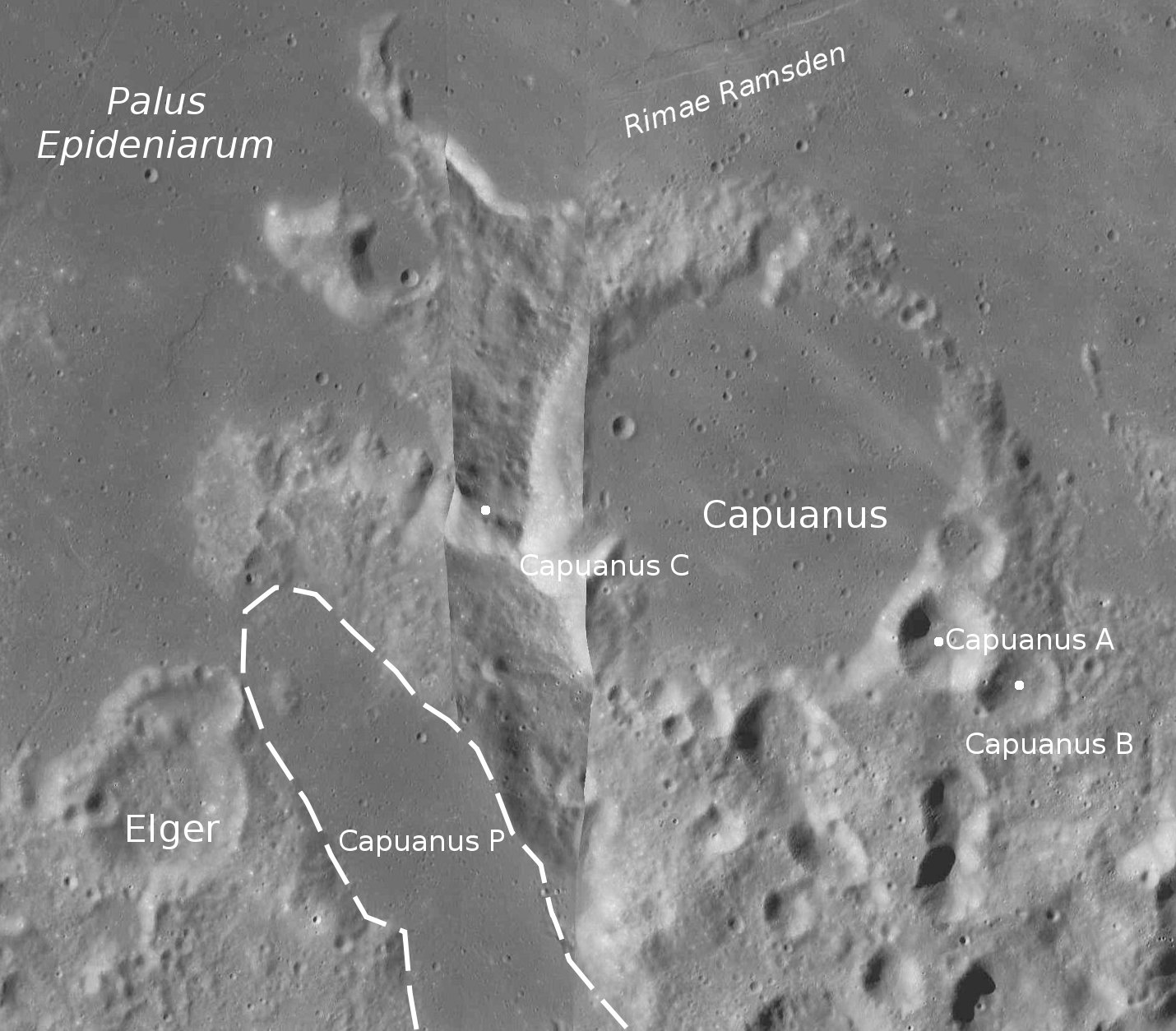
Entorn de Elger, al costat de Capuanus

Elger és un cràter d'impacte lunar que es troba al bord sud del Palus Epidemiarum (traduït del llatí, el Pantà de les Epidèmies), a la part sud-oest de la cara visible de la Lluna. Al nord-est apareix el cràter inundat de lava Capuanus, i una mica més lluny cap al nord-oest s'hi troba el cràter Ramsden.
La vora del cràter és aspra i està una mica erosionada. Presenta una discontinuïtat i una corba cap a fora al llarg de l'extrem nord, mentre que una cresta entra en contacte amb el costat sud. L'interior ha estat reconstituït per fluxos de lava, encara que l'albedo del seu sòl no és tan baix com el de la superfície de la mar lunar situada al nord.

## Cràters satèl·lit
Per convenció, aquests elements són identificats als mapes lunars posant la lletra al costat del punt mitjà del cràter que està més prop d'Elger.
|       | \| Elger \| Coordenades \| Diàmetre \| \| ----- \| ------------------------------------ \| -------- \| \| A \| 37° 18′ S, 31° 12′ O / 37.3°S,31.2°O \| 8 km \| \| B \| 37° 06′ S, 32° 00′ O / 37.1°S,32.0°O \| 8 km \| |          |
| Elger | Coordenades | Diàmetre |
| A     | 37° 18′ S, 31° 12′ O / 37.3°S,31.2°O | 8 km     |
| B     | 37° 06′ S, 32° 00′ O / 37.1°S,32.0°O | 8 km     |